# Josep Recio Ariza
Josep Recio Ariza (Fernán-Núñez, 24 de gener de 1957) és un ciclista català d'origen andalús, ja retirat. Es formà íntegrament com a ciclista a Catalunya després que la seva família s'hi traslladà a viure quan era ben petit. Durant la seva carrera professional, entre 1982 i 1991, aconseguí més de 30 victòries, destacant les cinc etapes a la Volta a Espanya, la Volta a Catalunya de 1983 i la Setmana Catalana de 1985, cursa que guanyà després que prosperés un recurs en contra de la seva desqualificació per dopatge. El 1991 va donar positiu per cocaïna en un control antidopatge a la fi del Gran Premi d'Albacete.
Entre 1992 i 1998 fou el promotor del Critèrium de Cerdanyola.

## Palmarès
- 1976
  - Vencedor d'una etapa de la Volta da Ascensión
- 1981
  - 1r a la Volta a Tarragona
- 1982
  - Vencedor d'una etapa de la Volta a Espanya
- 1983
  - 1r a al Clàssica d'Ordizia
  -  1r a la Volta a Catalunya i vencedor d'una etapa
  - Vencedor d'una etapa a la Volta a Aragó
  - Vencedor d'una etapa a la Volta a Astúries
  - Vencedor d'una etapa a la Volta a La Rioja
- 1984
  - 1r a la Volta a Aragó i vencedor d'una etapa
  - Vencedor d'una etapa de la Volta a Espanya
  - Vencedor d'una etapa a la Volta a Galícia
  - Vencedor d'una etapa de la Setmana Catalana
- 1985
  - 1r a la Volta a Burgos i vencedor de 2 etapes
  - 1r a la Volta a Múrcia
  - 1r a la Volta a Aragó i vencedor d'una etapa
  - 1r a la Setmana Catalana i vencedor d'una etapa
  - 1r a Nàquera
  - Vencedor de 3 etapes a la Volta a Catalunya
  - Vencedor de 2 etapes de la Volta a Espanya
  - Vencedor d'una etapa de la Volta a Euskadi
- 1986
  - Vencedor d'una etapa de la Volta a Espanya
  - Vencedor d'una etapa de la Volta a Astúries
- 1988
  - Vencedor de 2 etapes de la Volta a Aragó
- 1989
  - Vencedor d'una etapa de la Setmana Catalana
- 1990
  - 1r a la Volta a l'Alentejo

### Resultats a la Volta a Espanya
- 1982. 38è de la classificació general. Vencedor d'una etapa
- 1983. 29è de la classificació general
- 1984. 9è de la classificació general. Vencedor d'una etapa
- 1985. Vencedor de 2 etapes
- 1986. 28è de la classificació general. Vencedor d'una etapa
- 1988. 40è de la classificació general
- 1989. 85è de la classificació general

### Resultats al Tour de França
- 1988. Abandona (12a etapa)